# Pamphile Sassi
Pamphile Sacci (né vers 1455 à Modène et mort en 1527 à Lonzano, dans l'actuelle province de Gorizia, dans la région Frioul-Vénétie Julienne) est un poète italien. Il a joui au XVe siècle d’une grande célébrité.

## Biographie
Pamphile Sassi était réputé pour sa mémoire extraordinaire et il pouvait improviser des vers italiens et latins avec une grande facilité. Ayant quitté Modène par suite de revers de fortune, il alla s’établir dans un village d’où il faisait de fréquentes excursions à Vérone, ainsi qu’à Brescia. Ce ne fut qu’au commencement du XVIe siècle, à l'âge de 45 ans, qu’il revint dans sa ville natale.
Il y faisait depuis plusieurs années un cours de littérature, particulièrement destiné à l’explication de Dante et de Pétrarque, lorsqu’une accusation d’hérésie l’obligea encore une fois de s’éloigner de Modène et de se réfugier en Romagne auprès d’un de ses amis, le comte Guido Rangone, qui lui procura un emploi à Lonzano. Ce fut là qu’il mourut en 1527.

## Publications
Pamphile Sassi a publié, entre autres ouvrages :
1. Brixis illustrata, poëme en l’honneur de la ville de Brescia, où il fut publié en 1498 ;
2. Epigrammatum libri quatuor, Distichorum libri duo, De bello gallico, De laudibus Veronae, Elegiarum liber unus. Brescia, 1500, in-4°. Le poème De bello gallico a aussi pour titre De bello tarensi, parce qu’il contient une longue description de la bataille du Taro. On l’a joint à quelques éditions de l’Histoire de Venise de Pierre Giustiniani.
3. Sonnets et capitoli, Brescia, 1500, in-4° ; Milan, 4502, in-4° ; Venise, 1504 et 1519, in-4° ;
4. Agislariorum vetustissimae geatis origo et de eisdem epigrammatum liber, Brescia, 1502, in-4°. Ce recueil est dédié au comte Agislario Cassacio de Sumaglia.
5. Ad Onophrium adrocatum patricium venetum carmen, in-4°, sans date ;
6. Vers en l’honneur de la lyre, Brescia, in-4°, sans date ;
7. traduction en vers italiens de la lettre de Lentulus, proconsul de Judée au sénat romain. On la trouve dans le Trésor spirituel imprimé à Venise par Zoppino en 1518.

Le célèbre Tassoni avait eu le projet de donner une édition choisie des œuvres de Sassi, mais il ne parait pas l’avoir mis à exécution.

## Critique
Les contemporains de ce poète ont porté sur lui les jugements les plus divers et les plus contradictoires. Le fait est que l’on trouve dans ses poésies beaucoup d’imagination, mais qu’elles manquent de cette pureté, de cette élégance de style qui seules peuvent sauver un écrivain de l’oubli.
Cependant quelques sonnets de Sassi seraient lus encore aujourd’hui avec plaisir.

## Sources
- Michaud, Biographie universelle Biographie universelle ancienne et moderne - S